# Перемотка (фільм)
Перемо́тка (англ. Be Kind Rewind) — комедія режисера Мішеля Гондрі. Світова прем'єра відбулась 22 квітня 2008 року. В головних ролях зіграли Джек Блек і Мос Деф.

## Сюжет
Працівник звалища Джеррі (Джек Блек) пробує підірвати електростанцію, яка, на його думку, знищує його мозок. Але його план не вдається, і як наслідок, магнітне поле, що випадково створилося під час невдалої спроби навколо головних героїв, стирає інформацію зі всіх відеокасет із розташованого поруч місцевого відео-прокату, в якому працює його найкращий друг Майк (Мос Деф). Побоюючись, що це може коштувати Майку роботи, двоє друзів об'єднуються, щоби не дати своєму єдиному постійному клієнту — літній дамі, яка має проблеми зі сприйняттям реальності (Міа Фарроу) — зрозуміти, що відбувається. Заради цього вони перезнімають фільм «Мисливці за привидами», який вона бажає взяти напрокат.
Іншим мешканцям міста любительські рімейки Джеррі і Майка сподобались, і вони беруться замовляти для перезйомки улюблені свої картини: «Назад в майбутнє», «Робокоп», «Година Пік 2», «Космічна одісея 2001 року», «Не погрожуй Південному централу», «Король Лев» і так далі. Знімаючи і знімаючись у великих фільмах всіх часів і народів Джеррі і Майк стають справжніми зірками свого кварталу.

## В ролях
- Джек Блек — Джеррі Гербер
- Мос Деф — Майк
- Денні Гловер — Елрой Флетчер
- Міа Ферроу — міс Фалевич
- Мелоні Діас — Альма
- Ірв Гуч — Вілсон
- Чандлер Паркер — Крейг
- Сігурні Вівер — міс Лоусон
- Мелоні Діаз — Альма

## Цікаві факти
- У фільмі 2005 року «Кінг-Конг» персонаж Джека Блека був режисером, що знімав фільм про Кінг-Конга. В фільмі «Перемотка» персонаж Джека Блека знімає вже сам фільм «Кінг-Конг» (точніше, його «шведську версію»).